# Hydaticus ponticus
Hydaticus ponticus är en skalbaggsart som beskrevs av Sharp 1882. Hydaticus ponticus ingår i släktet Hydaticus och familjen dykare. Inga underarter finns listade i Catalogue of Life.